# Julia Martin
Pour les articles homonymes, voir Martin (nom de famille).
Julia Martin, née le 25 juin 1978 à Paris, est une journaliste, animatrice de radio et animatrice de télévision française.

## Biographie

### Études et débuts à la radio
Julia Martin est née le 25 juin 1978. Après une licence en langue, littérature et civilisation anglaise, elle est diplômée en journalisme, en 2004 de l'Institut supérieur de la communication, de la presse et de l'audiovisuel (ISCPA) de Paris, spécialisation « presse TV ». 
Elle débute sur Radio Freedom, radio partenaire d'Europe 1 sur l'île de La Réunion en présentant des journaux du matin et de la mi-journée[réf. souhaitée]. Repérée par Jean-Pierre Elkabbach, président-directeur général d'Europe 1, et Muriel Hees, directrice des programmes, elle est engagée en 2005 pour remplacer Jacky Gallois sur Le tout info du dimanche soir.

### 2006-2017: carrière à Europe 1 et à la télévision
Durant l'été 2006, Julia Martin anime Générations Europe 1 avec Ali Rebeihi, une émission de libre-antenne diffusée le samedi et le dimanche de 23 h à 1 h. 
Parallèlement, Julia Martin travaille en tant que rédactrice reporter pour les chaînes de télévision Public Sénat, Antenne Réunion et M6.
Durant les étés 2007 et 2008, elle fait plusieurs remplacements en tant qu’animatrice sur l’antenne d'Europe 1. De 2008 à 2013, elle devient animatrice titulaire, en journée. À ce titre, elle intervient dans les émissions de Jean-Marc Morandini (à 12 h 30) et de Laurent Ruquier (à 16 h).
Au cours de l'année 2012-2013, elle est chroniqueuse sur NRJ 12 dans l'émission de Jean-Marc Morandini Vous êtes en direct de 18 h 30 à 20 h du lundi au vendredi[réf. nécessaire].
Pendant l'été 2012, elle anime l'émission Campus le dimanche de 10 h à 11 h sur Europe 1 dans laquelle elle reçoit une personnalité dont elle retrace la bande-originale de sa vie en musique. À la rentrée 2012, elle intervient dans Europe 1 Midi de 11 h 30 à 13 h et Franck Ferrand de 13 h à 14 h. Pendant l'été 2013 elle anime sur Europe1 l'émission Campus de 10H à 11H20 la semaine, elle y retrace en musique la vie de son invité. Pendant l'été 2014 elle anime sur Europe 1 en semaine l'émission Campus de 10H30 à 12H30 avec notamment une chronique quotidienne de Thomas Joubert consacrée aux Années Top 50.
Le 27 octobre 2014, elle présente avec Thomas Joubert l'émission spéciale Les 30 ans du top 50, une émission  consacrée aux 30 ans du top 50 pendant deux heures, de 20 heures à 22 heures.
Pendant les fêtes de fin 2014 - début 2015 elle présente la libre-antenne d'Europe 1.
Pendant le mois d'août 2015 elle anime l'émission Campus de 18H30 à 20H le dimanche sur Europe 1.
De septembre 2015 à juin 2016 elle anime La Playlist d'Europe1 le dimanche de 13h à 15h.
Pendant l'été 2016 elle présente en semaine Europe 1 Bonjour de 5h à 6h30.
À partir de septembre 2016 elle anime de nouveau l'émission Campus sur Europe 1 le dimanche de 14h à 16h.
En septembre 2017 elle annonce sa grossesse et son retour sur les ondes à la prochaine rentrée.

### Depuis 2018: France télévisions
Pendant les vacances de la Toussaint 2018, elle co-présente de 12h à 17h « Le Carrefour de l’Info » sur CNews
Depuis le 3 août 2018, elle présente le journal météo sur France 3 et France Info, puis intègre à partir de 2020 l'équipe de Télématin.
Durant l'été et la période de Noël 2021 et 2022, Julia Martin présente sur la station de radio France Info l'émission J'ai dix ans, racontez-moi votre enfance et je vous dirai qui vous êtes, Une portrait intimiste de personnalités diffusé le week-end.
Depuis mars 2023, elle produit et anime le format Rewind sur France.tv Slash qui interroge des personnalités sur leur adolescence.

## Carrière audiovisuelle

### Radio
- Été 2006 : co-animatrice de l'émission de libre antenne Générations Europe 1, avec Ali Rebeihi sur Europe 1
- Étés 2007, 2008, 2011 : joker de Julie sur Europe 1
- 2008-2012 : intervenante dans les émissions d'après-midi en semaine sur Europe 1
- Étés 2012, 2013, 2014, août 2015, 2016-2017 : animatrice de l'émission Campus sur Europe 1
- 2012-2013 : intervenante dans les émissions de mi-journée en semaine sur Europe 1
- Noël 2012 : deux émissions  Campus ainsi que L'Année Public consacrée aux célébrités ayant marqué l'année[15] sur Europe 1
- 2013-2015 : chroniqueuse dans l'émission 100% Europe 1 sur Europe 1
- Toussaint 2013 : parcours du nord et de l'est de la France dans le cadre de l'Europe-Stop[16]
- 27 octobre 2014 :  co-présentatrice de l'émission Les 30 ans du top 50, avec Thomas Joubert sur Europe 1
- Fêtes des fins d'année 2014 et 2015 : remplaçante de Caroline Dublanche dans l'émission Libre antenne sur Europe 1
- 2015-2016 : animatrice de l'émission La Playlist Europe 1 sur Europe 1
- Été 2016 : présentatrice de l'émission quotidienne Europe 1 Bonjour en semaine sur Europe 1
- 2016-2017 : animatrice de « Campus » sur (Europe 1)
- Été 2021-2022 : productrice et présentatrice de l’émission hebdomadaire  J’ai 10 ans  sur France Info

### Télévision
- 2012-2013 : Vous êtes en direct sur NRJ 12, chroniqueuse
- depuis 2018 : animatrice météo sur France 3 et France Info
- depuis 2020 : animatrice météo de Télématin sur France 2
- depuis 2023 : Rewind sur France.tv Slash, animatrice et productrice